# Cmentarna szychta (film)
Cmentarna szychta (tytuł oryg. Graveyard Shift) – film z 1990 roku, oparty na opowiadaniu Stephena Kinga.

## Obsada
- David Andrews – John Hall
- Kelly Wolf – Jane Wisconsky
- Stephen Macht – Warwick
- Andrew Divoff – Danson
- Vic Polizos – Brogan
- Brad Dourif – Tucker Cleveland/Eksterminator